# Halerpestes exilis
Halerpestes exilis är en ranunkelväxtart som först beskrevs av Rodolfo Amando Philippi, och fick sitt nu gällande namn av M. Tamura. Halerpestes exilis ingår i släktet bohusranunkler, och familjen ranunkelväxter. Inga underarter finns listade i Catalogue of Life.